# Vyrus

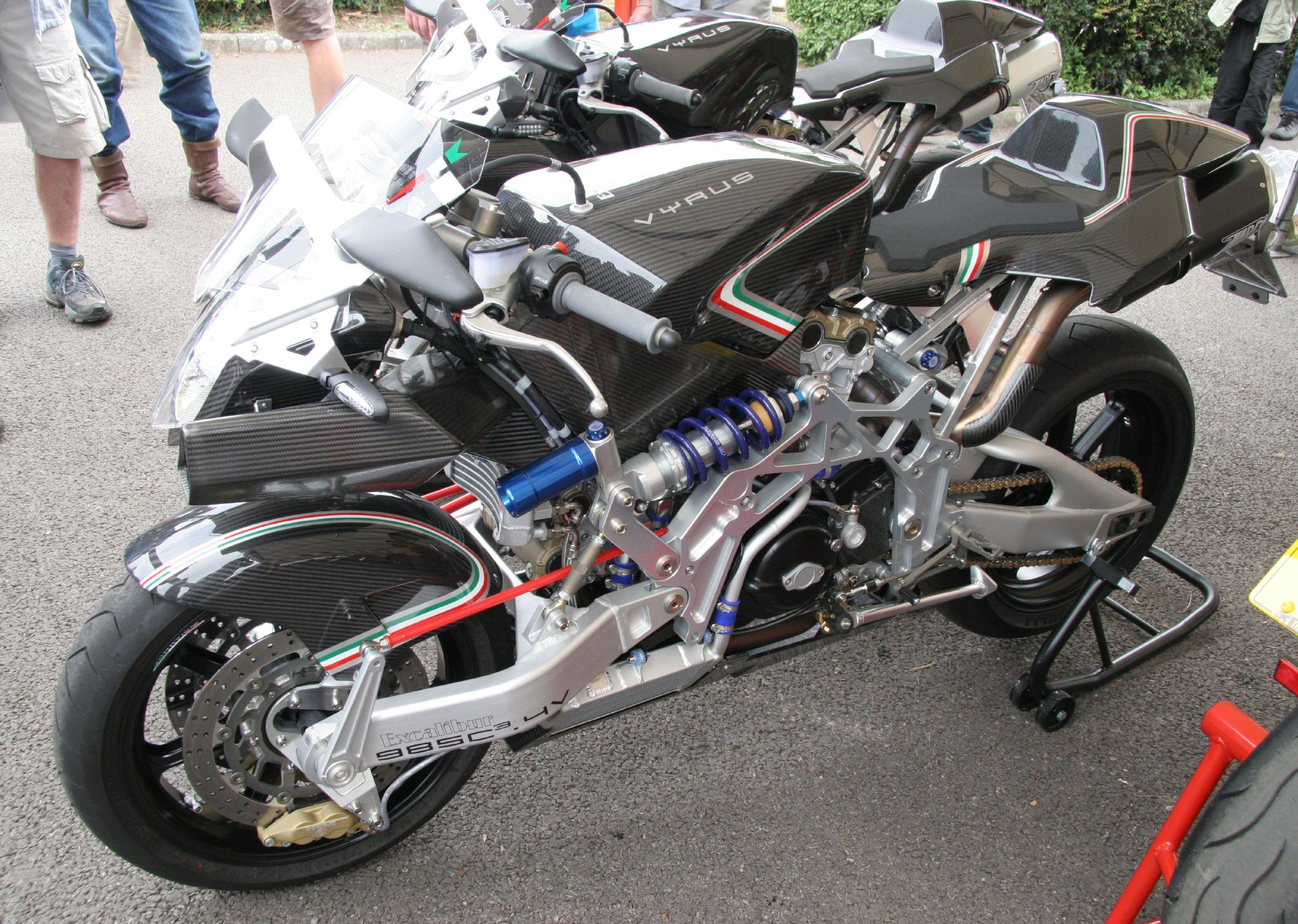
Vyrus 985 C3 4V

Vyrus é uma companhia motociclística de caráter pequena e exclusivista italiana, sediada em Coriano. 

## História
A companhia começou com uma parceria com a Bimota, em um projeto da moto Tesi de  Massimo Tamburini, em 2001.